# 津神久三
津神 久三（つがみ きゅうぞう、1925年2月26日 - 2017年10月10日）は、日本のイラストレーター、西部劇研究家。

## 略歴
東京府東京市神田区（現・東京都千代田区）出身。本名・小林久三。別名・白井哲。1948年東京美術学校油絵科卒。NHKに2年勤めた後、フリーのイラストレーターとなり1963年渡米。ニューヨークで18年間過ごし、1980年帰国。千葉大学工学部教授としてイラストを教えた。1999年定年退官。西部劇研究家でもあった。

## おもな作品

### 挿絵
- 大藪春彦 - 『凶銃ルーガー08』 週刊アサヒ芸能　1961
- 山下諭一 - 『曽根達也・無頼帖アメリカーノ』 週刊アサヒ芸能 1962

### 著書
- 『実録西部の拳銃王』小林久三 鱒書房 1956
- 『西部のすべて おとなのための西部入門』小林久三 講談社 1962
- 『ガン・ファイター』毎日新聞社 1967
- 『太陽がおこった日』絵と文 大日本図書(大日本の創作絵本) 1972
- 『フロンティアの英雄たち』1982 角川選書
- 『アメリカ人の原像 フロンティアズマンの系譜』1985 中公新書
- 『ガンマンは二度死ぬ』晶文社 1986
- 『ニューヨーク』昭文社(エアリアガイド)1987
- 『ワイアット・アープ伝』リブロポート 1988
- 『ロサンゼルス 前衛と回顧、虚栄と実利の町』昭文社 (エアリアガイド)1989
- 『サンフランシスコ』昭文社 (エアリアガイド) 1990
- 『シカゴ』昭文社 エリアガイド 1991
- 『青年期のアメリカ絵画 伝統の中の六人』1991 (中公新書)
- 『黄金期のアメリカン・イラストレーター』ブックローン出版 1996
- 『ニューヨーク・ジャズエイジ 芸術都市にみる狂騒の10年』中央公論社 1998
- 『アメリカ』昭文社 エアリアガイド海外 1998
- 『画家たちのアメリカ』新潮社 2000